# Fresque de Saint Christophe de Saint-Sorlin-en-Bugey
La fresque de Saint Christophe est une fresque du XVIe siècle réalisée sur une maison surnommée « la maison de Saint Christophe » et située à Saint-Sorlin-en-Bugey dans la région Auvergne-Rhône-Alpes en France. Elle a été redécouverte vers 1910. Depuis le 20 janvier 1922, elle est classée au titre objet des monuments historiques.

## Description

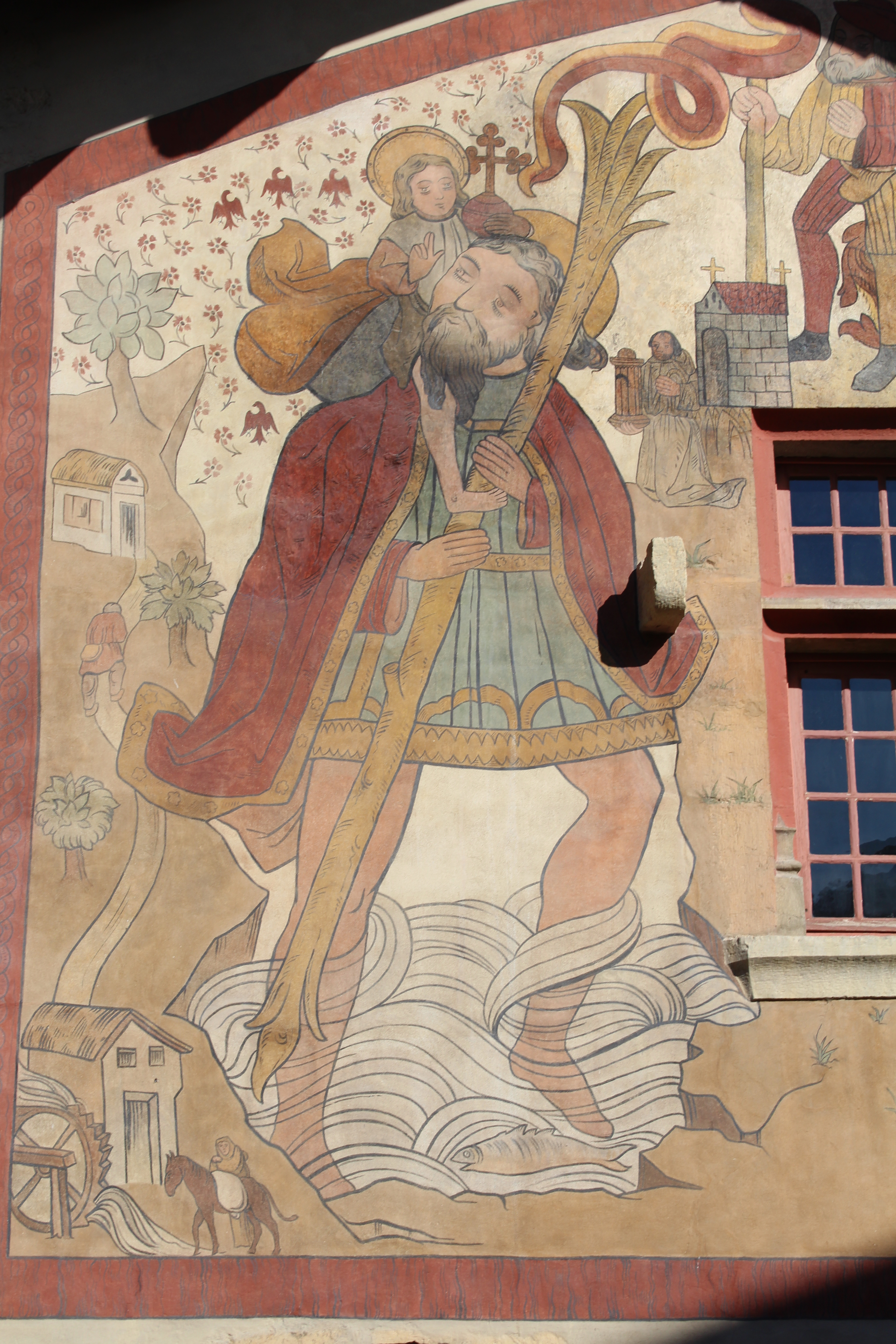
Saint Christophe.

La fresque se divise en trois parties : à gauche, saint Christophe ; à droite la Vierge Marie et le baptême du Christ (au-dessus de la porte) ; au centre se situe une fenêtre de la maison, surmontée d'un écusson de gueules à la croix d'argent (blason de la Savoie dont dépendait Saint-Sorlin jusqu'en 1601).
De fortes similitudes semblent avoir été identifiées entre la partie gauche de la fresque et une xylographie de 1423, dite « la xylographie de Buxheim ».

## Histoire
La fresque date du début du XVIe siècle et aurait été crépie pendant la présence française (1536 à 1559). Oubliée, elle est redécouverte vers 1910 par le baron de Truchy, propriétaire de la maison et par Charles Thollon-Gils qui est alors chargé de retirer le crépi.

### Restaurations successives
- 1910 : par Bardey, peintre décorateur à Lyon[4].

- 1989 : par Serban Angelescu[4].

- 2012 : par Isabelle Rosaz, restauratrice[4].